# Cyrtopodion baigii
Cyrtopodion baigii là một loài thằn lằn trong họ Gekkonidae. Loài này được Masroor mô tả khoa học đầu tiên năm 2008.